# Ereteken van het Deense Rode Kruis
Het Ereteken van het Deense Rode Kruis(Deens: "Dansk Røde Kors Hæderstegn"), werd door het Deense Rode Kruis ingesteld en op 19 februari 1916 door Koning Frederik IX van Denemarken goedgekeurd.
De dragers mogen achter hun naam de letters "D.r.K.H." dragen.
Om de onderscheiding te kunnen krijgen moet men eerst de Medaille van Verdienste en ook het Ereteken van Verdienste van het Deense Rode Kruis der Ie Klasse hebben ontvangen.
De onderscheiding wordt daarom zeer zelden verleend. Een hoofdbestuurslid moet 40 jaar actief in het Rode Kruis zijn geweest en dat ten minste 20 jaar op nationaal niveau hebben bestuurd om voor dit kruis in aanmerking te komen.
De voorzijde draagt op de zilveren armen de letters "DDVK". Het centrale medaillon is rood en wit geëmailleerd.
Op de ongeëmailleerde zilveren keerzijde staat op de horizontale balk van het kruis het motto "INTER ARMA CARITAS" tussen twee gestileerde rozen.
Medailles van Verdienste ·
Medaille voor Langdurige Dienst ·
Medaille "Ingenio et Arti" ·
Medaille voor Nobele Daden ·
Ereteken van het Deense Rode Kruis ·
Medaille van Verdienste voor de Groenlandse Onafhankelijkheid ·
Herinneringsmedaille aan de 70e Verjaardag van Hare Majesteit Koningin Margrethe
Herinneringsmedaille aan de 75e Verjaardag van Prins Henrik

Zie ook: Historische Orden van Denemarken · Onderscheidingen in Denemarken
Onderscheidingen van het Nederlandse Rode Kruis · Onderscheidingen van het Internationale Rode Kruis · Onderscheidingen van het Belgische Rode Kruis · Onderscheidingen van het Deense Rode Kruis

Zie ook: Onderscheidingen met het Rode Kruis